# Orla vas
Orla vas je naselje v Občini Braslovče.